# Louis Zimmer
Louis Zimmer (Lier, 8 settembre 1888 – Lier, 12 dicembre 1970) è stato un astronomo e orologiaio belga.

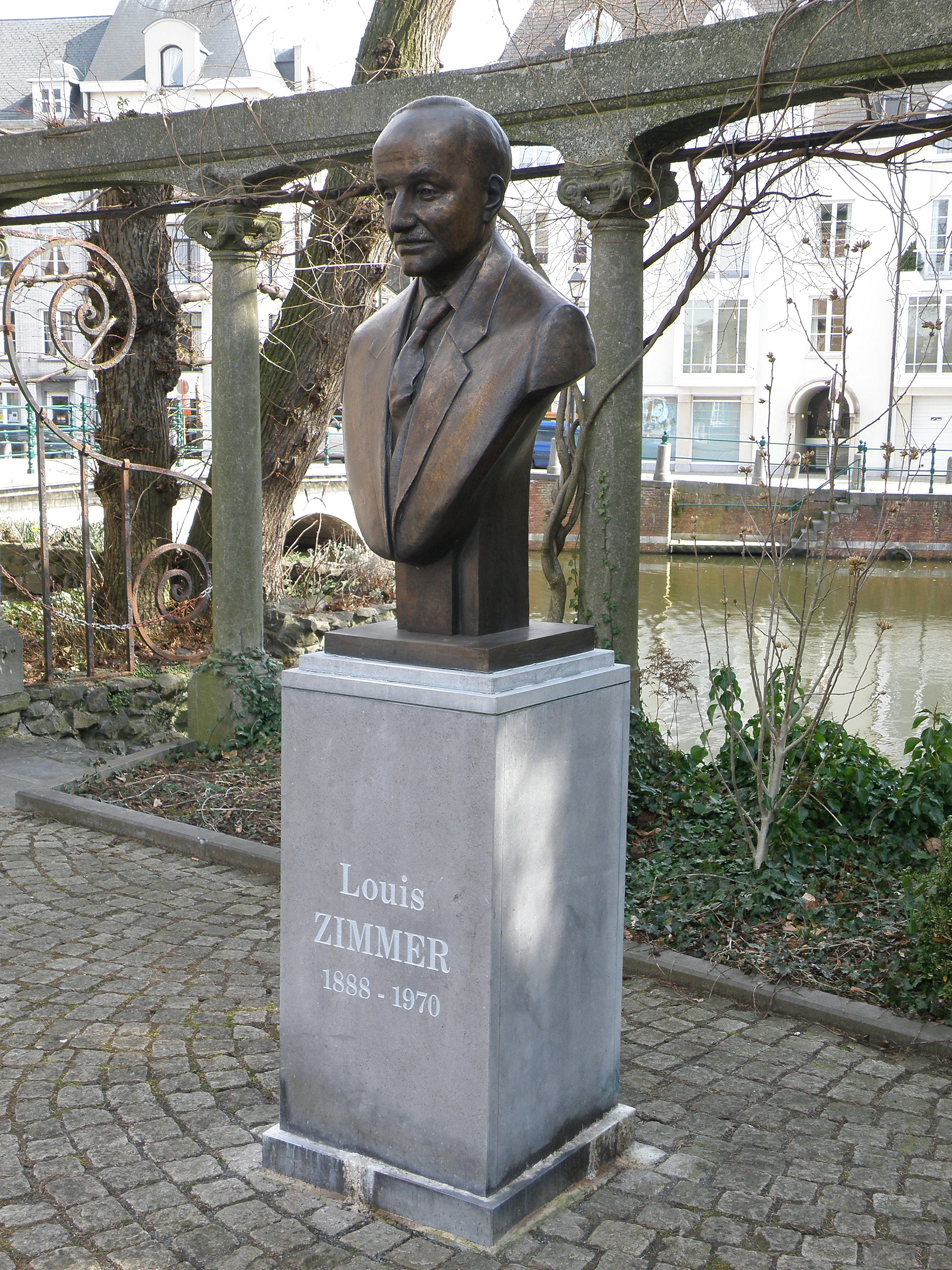
Il busto commemorativo di Zimmer

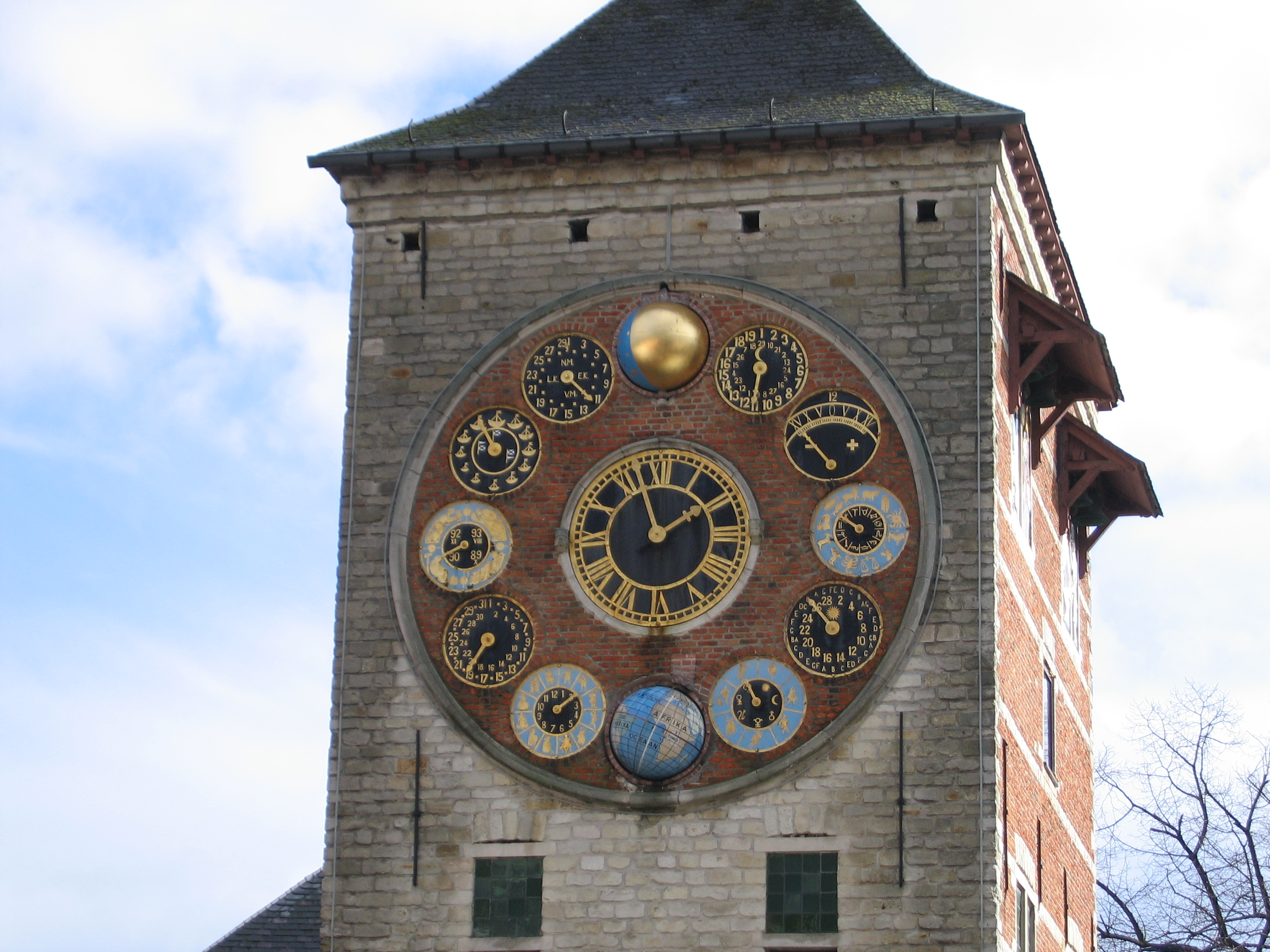
Vista in dettaglio dell'orologio del Giubileo

In particolare nel 1930 ha costruito l'orologio del Giubileo (o Centenario), che si trova sulla parte anteriore della torre di Zimmer. La torre di Zimmer (in olandese Zimmertoren) è una torre situata a Lier,in Belgio, conosciuta anche come la Torre di Cornelio, che in origine era un dongione del XIV secolo. Nel museo vicino alla torre, oltre a molti degli altri orologi di Zimmer, c'è l'enorme orologio da lui costruito per l'Esposizione Internazionale di Bruxelles del 1935. Questo è l'orologio che fu inviato negli Stati Uniti per la Fiera mondiale di New York del 1939. Nel giugno 1970 è stato proclamato cittadino onorario di Lier. L'asteroide 3064 Zimmer, è stato intitolato a lui nel 1984.

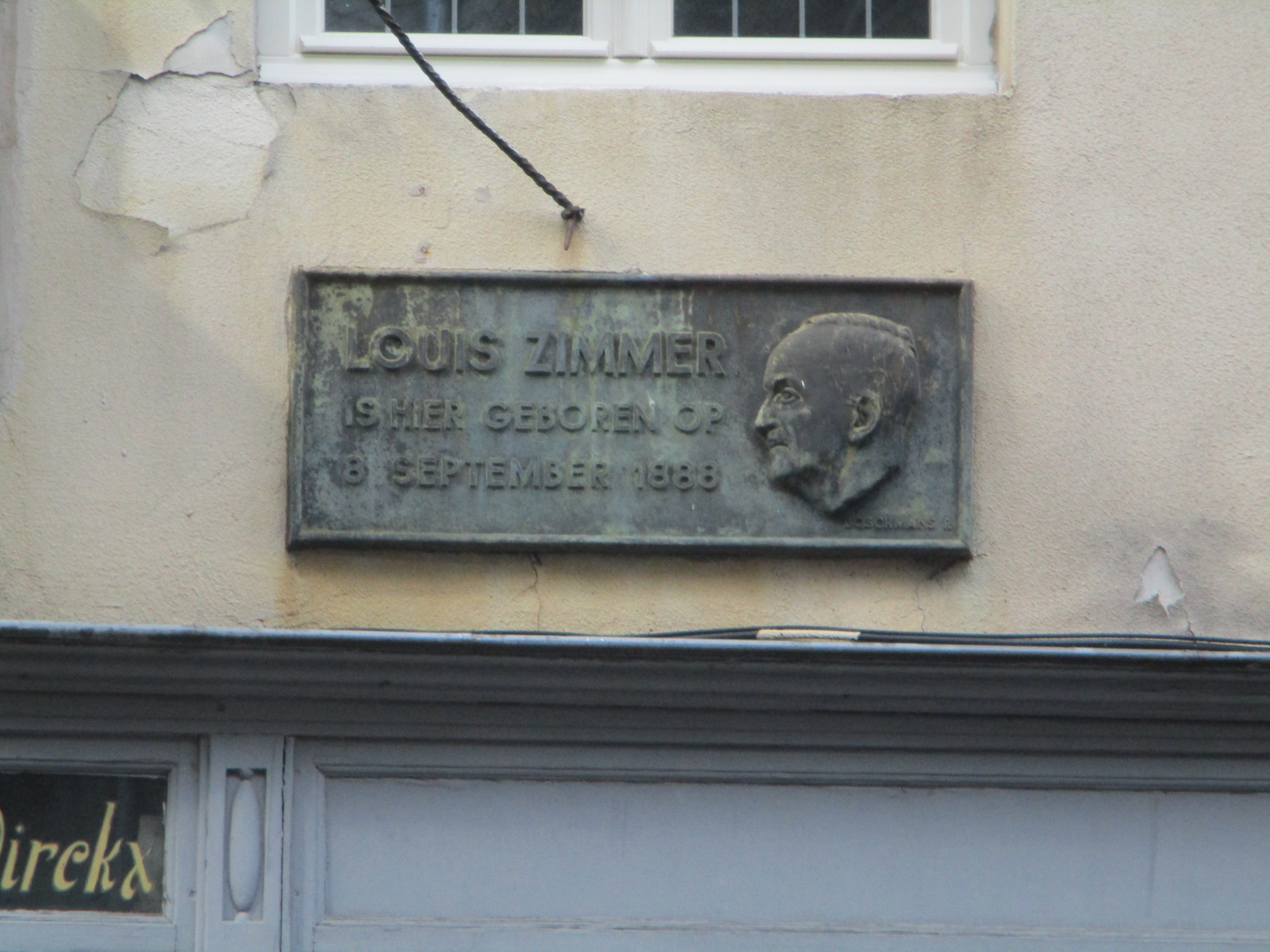
Targa commemorativa nel luogo di nascita di Louis Zimmer a Lier